# 西平县 (唐朝)
西平縣， 唐朝武德伍年（公元622年）建立， 前身是西漢時建縣的高涼縣（轄今廣東省陽江市）， 北宋時， 西平縣拚入陽江縣。